# Cantón de Gentioux-Pigerolles
El cantón de Gentioux-Pigerolles era una división administrativa francesa, que estaba situada en el departamento de Creuse y la región de Limusín.

## Composición
El cantón estaba formado por siete comunas:
- Faux-la-Montagne
- Féniers
- Gentioux-Pigerolles
- Gioux
- La Nouaille
- La Villedieu
- Saint-Marc-à-Loubaud

## Supresión del cantón de Gentioux-Pigerolles
En aplicación del Decreto nº 2014-161 de 17 de febrero de 2014, el cantón de Gentioux-Pigerolles fue suprimido el 22 de marzo de 2015 y sus 7 comunas pasaron a formar parte del nuevo cantón de Felletin.